# تپه سفالی شکرک یک
تپه سفالی شکرک یک در ۲۰ کیلومتری شمال غربی شهرستان تایباد، بخش مرکزی، دهستان پایین ولایت، ضلع جنوب غربی روستای آدم پور واقع شده و این اثر در تاریخ ۲۳ بهمن ۱۳۸۵ با شمارهٔ ثبت ۱۷۳۷۳ به‌عنوان یکی از آثار ملی ایران به ثبت رسیده است.